# テイルスアドベンチャー
『テイルスアドベンチャー』（TAILS ADVENTURE）は、1995年9月22日にセガ・エンタープライゼスから発売されたゲームギア用アクションゲームである。『テイルスのスカイパトロール』同様、ソニックシリーズに登場するテイルスが主人公のスピンオフ作品である。ソニックアドベンチャーDX（ゲームキューブ版のみ、Windows版は未収録）及びソニック ジェムズ コレクション（PlayStation 2、ゲームキューブ）にも収録されている。
また、2013年にはバーチャルコンソールとしてニンテンドー3DSに移植された。

## あらすじ
それはテイルスがソニックと出会う前の事。テイルスは、カオスエメラルドが眠っているという自然あふれる神秘の島ココアアイランドに研究所を構え、仲良しの鳥と共に気ままに暮らしていた。ある日突然、ココアアイランドにバトルクック帝国軍がカオスエメラルドを求めて攻めてきたため、テイルスは応戦する。

## ステージ
テイルスハウス
ポロイのもり
パドントンネル
ポリポリ山1
ロッキーのうみ
ブロッコとう
グリリンとう
カロンのもり
プルプル湖
ポリポリ山2
クックとう
バドルクック1
バドルクック2

## アイテム
ノーマルボム（初期装備）
グレートボム
リモコンボム
ナパームだん
コンボボム
スパナ
ヘルメット
メカテイルスパップ（リモートロボ・MTパップ）
ピッコンハンマー
てんそうき
ナイトスコープ
ブーツ
てぶくろ
ファング
ナックルズ
ソニック
アイテムレーダー
ラジオ
カオスエメラルド あお(B)
カオスエメラルド みどり(G)
カオスエメラルド ピンク(P)
カオスエメラルド あか(R)
カオスエメラルド しろ(W)
カオスエメラルド きいろ(Y)
プロトンぎょらい
バルカン（初期装備）
ジェットスクリュー
ミラーアーマー
たいくうミサイル
でんげき
きらい
ロケットパーツ

## キャラクター
マイルス "テイルス" パウアー
グレイトバトルクック15世
バトルクック帝国の総帥。
スピーディ
グレイトバトルクック15世の息子で、本名はグレイトバトルクック16世だが、逃げ足の速さゆえに「スピーディ」とあだ名されている。
Dr.フクロコフ
グレイトバトルクック15世の部下で、バトルクック帝国のアカデミーに所属している。